# مسألة الحجاب (كتاب)
مسألة الحجاب كتاب باللغة الفارسية من تأليف عالم الدين الشيعي الإيراني مرتضى مطهري وقد ترجم إلى اللغة العربية، يتناول المؤلف فيه مسألة الحجاب و تاريخه في الآديان و فلسفته و الإشكالات الواردة عليه و فتاوى العلماء فيه، كما أشار إلى أن مسألة ستر المرأة أمام الرجل الأجنبي، كما يصرح المؤلف في مقدمته من مسائل الإسلام المهمة.

## مؤلف الكتاب
هو مرتضى المطهري، ووالده هو محمد حسين المطهري، ولد مرتضى عام 1920م في مدينة فريمان إحدى مدن محافظة خراسان. بعد إكماله لدراسته الابتدائية، سافر إلى مدينة مشهد لدراسة المعارف الدينية، ثم هاجر إلى مدينة قم لمواصلة الدراسة هناك، و هو من تلامذة الفيلسوف و المفسر محمد حسين الطباطبائي، و روح الله الخميني، قُتل في طهران على يد مجموعة تدعى بـفرقان عام 1980م.

## الترجمة
قام بترجمة الكتاب إلى اللغة العربية جعفر صادق الخليلي، الذي عمل على ترجمة العديد من كتب مرتضى المطهري من اللغة الفارسية إلى اللغة العربية.

## سبب التأليف
إن السبب وراء طرح مرتضى مطهري لهذه المسألة و كما جاء في كتابه هذا في مقدمته:
.

## محتوى الكتاب
يطرح المؤلف في كتابه هذا مسألة الحجاب و الستر في خمسة فصول:
الفصل الأول
تناول فيه تاريخ موجز حول الحجاب و الستر، هل الستر و الحجاب مسألة إسلامية بحته، إي إن الدين الإسلامي هو مُوجد هذه المسألة، فلم تكن موجودة عند الأقوام و الأديان السابقة للإسلام أم أنها كانت موجودة، و إذا كانت موجودة في عصر ما قبل الإسلام، كيف كانت.
الفصل الثاني
لماذا الستر و الحجاب، فيطرح عدد من الأسبابها و يناقشها في هل أنّ هذا السبب هو في الواقع السبب الذي دعى المرأة لستر.و من الأسباب الذي تناولها المطهري:
1. ترويض النفس والترهيب.
2. انعدام الأمن.
3. استغلال المرأة.
4. الغيرة.
5. العادة الشهرية.
6. رفع القيمة.

الفصل الثالث
فلسفة الستر و الحجاب في الدين الإسلامي
الفصل الرابع
الاعتراضات و الانتقادات، يتناول في هذا الفصل بعض الشبهات و الانتقادات التي توجّه من قبل المخالفين و يجيب عليها.
الفصل الخامس
حدود الستر والحجاب في الدين الإسلامي.
يناقش المؤلف هنا حد الستر و الحجاب في الإسلام، هل هو بمعنى بقاء المرأة بعيداً عن المجتمع، أي يكون بمعنى الحبس، أم يكون بمعنى ستر المرأة لجسمها أمام الرجال الأجانب عندما تنزل إلى المجتمع و و غيرها من المسائل.
كما يذكر في آخر الكتاب بعض فتاوي مراجع تقليد المذهب الشيعي الأثنى عشري في ما يخص المرأة.

## كتاب (أجوبة الاستاذ للإستفادة على كتاب مسألة الحجاب)
هذا الكتاب عبارة عن الملاحظات و الأسئلة التي كتبها و طرحها أحد علماء الدين على كتاب مسألة الحجاب، حيث قام مرتضى المطهري بالإجابة عليها، و قد جمعت جميعها و تقديمها للقارئ في هذا الكتاب كما يُصرح في مقدمته لما فيها من الفائدة، و قام بترجمتها لجنة الهدى.

## انظر ايضاً
- حجاب (إسلام)
- الحجاب في دول العالم
- في مسألة السفور والحجاب (كتاب)

## وصلات خارجية
- اجوبة الاستاذ للاستفادة على كتاب مسألة الحجاب